# Kněhyně
Kněhyně (německy Kniehin Berg) je třetí nejvyšší hora Moravskoslezských Beskyd, 6 km VJV od Trojanovic a 7 km SSV od Prostřední Bečvy. Zalesněno smrkovým lesem, na vrcholu poškozeným imisemi, což umožňuje částečné výhledy. Celá vrcholová část, zhruba od vrstevnice 1100 m, je součástí NPR Kněhyně - Čertův mlýn, nejrozsáhlejší rezervace v Moravskoslezských Beskydech, vyhlášené roku 1982 na ploše 195 ha kvůli ochraně přirozených vrcholových smrčin.
Jméno Kněhyně je staroslovanského původu a znamená sídlo kněžek, pohanských obřadnic, prorokyň apod.

## Vrchol
Vrcholovou část tvoří asi 150 m dlouhá plošina, nejvyšší bod je v jižní části této plošiny. Na vrcholu je geodetický bod a také kamenná mohyla s křížem.

## Přístup

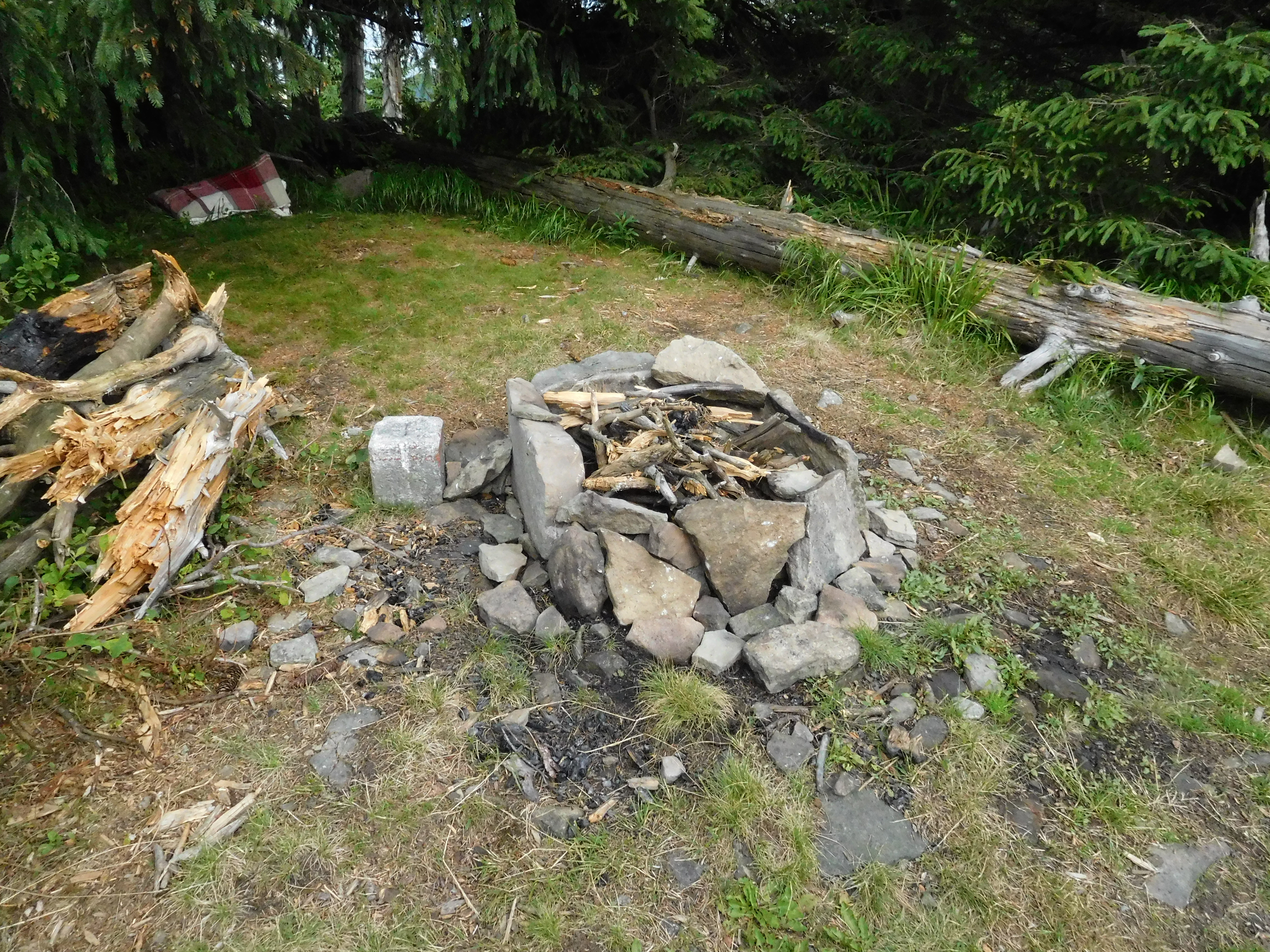
Vrchol Kněhyně s nelegálním ohništěm

V minulosti vedla na vrchol 700 m dlouhá odbočka červené turistické značky z Horní Čeladné na Pustevny, oddělující se v sedle mezi Kněhyní a Čertovým mlýnem. Od roku 2004 je ale turistická značka ze sedla zrušená a tím pádem není přístup na vrchol oficiálně možný, protože na území rezervace je povolen pohyb jen po značených cestách. Dochází však k častému porušování a nerespektování tohoto zákazu.[zdroj?]

## Okolí
V sedle mezi Kněhyní a Čertovým mlýnem se nachází pomník Partyzánské brigády Jana Žižky, která zde působila na podzim roku 1944. Činnost brigády dokládají zbytky bunkru nedaleko pomníku a také pomníček partyzánky Růženy Valentové u studánky, vzdálené 500 m východně od sedla.
Na JV svahu, asi 750 pod vrcholem, se nachází PP Kněhyňská jeskyně - rozsáhlý vertikální jeskynní systém s celkovou délkou chodeb a průlezů 280 m. Jde o nejhlubší pseudokrasovou propast v ČR (hloubka 57,5 m) a zároveň významné zimoviště netopýrů. Jeskyně je pro veřejnost nepřístupná, vchod je uzavřen mříží pro klid netopýrů i pro bezpečnost turistů.